# 大战略
大戰略（grand strategy）又称为高战略（high strategy），以「有目的的运用所有一个安全共同体能运用的权力手段」來利用國家整體資源的總體戰略。

## 历史
冷戰時期，美國的圍堵政策。